# Kuchyně Burkiny Faso
Kuchyně Burkiny Faso je podobná ostatním kuchyním západní Afriky. Základním potravinami jsou jáhly, čirok, rýže, rosička, kukuřice, arašídy, brambory, fazole, okra a batáty (sladké brambory). Z masa se používá skopové, kozí, hovězí a rybí, maso se zpravidla griluje. Dále se používá zelenina, především rajčata, cukety, mrkve, pórek, cibule, řepa, dýně, okurky, zelí, šťovík a špenát.

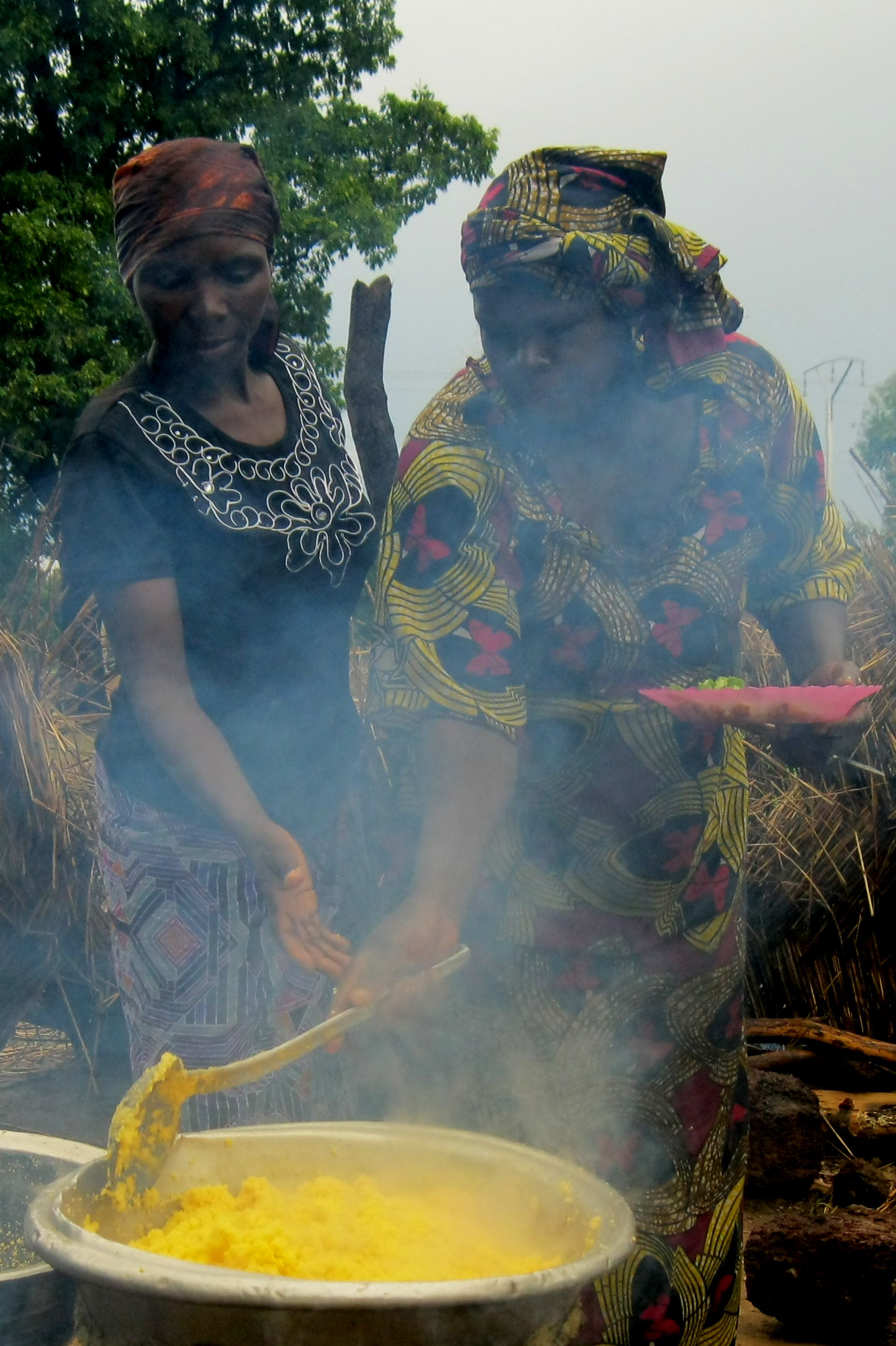
Příprava tô

## Příklady pokrmů z Burkiny Faso
- Tô, základní pokrm Burkiny Faso. Jedná se o malé koláčky podávané se zeleninová omáčkou, někdy také s masem.
- Fufu, nevýrazná placka používaná jako příloha
- Alloco, smažené plantainy
- Poulet Bicyclettem, pokrm z kuřecího masa
- Ragout d'Igname, dušenina z batátů
- Riz gras (mimo Burkinu Faso známější pod názvem jollof rice), rýžová směs se zeleninou, případně s masem
- Sauce gombo, omáčka z okry
- Různé špízy
- Babenda, dušenina z fazolí, rybího masa, zelí a špenátu

## Příklady nápojů z Burkiny Faso
- Bisap, kyselý nápoj z ibišku slazený cukrem (podobný karkade)
- Degue, nápoj z jáhel a jogurtu
- Yamaccu, zázvorový nápoj